# Ty Ty
Ty Ty es una ciudad ubicada en el condado de Tift en el estado estadounidense de Georgia. En el año 2000 tenía una población de 716 habitantes.

## Geografía
Ty Ty se encuentra ubicada en las coordenadas 31°28′16″N 83°38′56″O / 31.47111, -83.64889 (31.471106, -83.648859).
Según la Oficina del Censo, la localidad tiene un área total de 2,1 km² (0,8 mi²), de la cual 2,1 km² (0,8 mi²) es tierra y 0 km² (0 mi²) (0.00%) es agua.

## Demografía
Según la Oficina del Censo en 2000 los ingresos medios por hogar en la localidad eran de $27,721, y los ingresos medios por familia eran $30,750. Los hombres tenían unos ingresos medios de $23,095 frente a los $19,821 para las mujeres. La renta per cápita para la localidad era de $16,608. 